# Jan Olski
Jan Kalikstowicz Olski, ros. Ян Каликстович Ольский (ur. w 1898 we wsi Butrymowicze w ujeździe (powiecie) trockim, zm. 27 listopada 1937 w Moskwie) – polski działacz rewolucyjny, radziecki funkcjonariusz służb specjalnych, a następnie działacz państwowy.

## Życiorys
Urodził się pod nazwiskiem Kulikowski. W 1914 zaangażował się w działalność polskiego ruchu socjal-demokratycznego. W 1917 r. wstąpił do Socjaldemokracji Królestwa Polskiego i Litwy, a następnie do Socjaldemokratycznej Partii Robotniczej Rosji (bolszewików). Uczestniczył aktywnie w rewolucji bolszewickiej. Od listopada tego roku pełnił funkcję sekretarza polskiej sekcji Komitetu Piotrogradzkiego RSDRP(b). Następnie pracował w Polskim Komisariacie Narkomatu Narodowościowego. Na początku 1918 wstąpił do nowo formowanych wojsk bolszewickich. Skierowano go pod fałszywym nazwiskiem Olski do konspiracyjnej działalności wywiadowczej na obszarze guberni wileńskiej. Od sierpnia 1919 służył w CzeKa. Stanął na czele Oddziału Specjalnego 16 Armii. W 1920 r. został pełnomocnym funkcjonariuszem Oddziału Specjalnego Frontu Zachodniego. W czerwcu 1921 objął kierownictwo CzeKa Białoruskiej Socjalistycznej Republiki Radzieckiej. Nadzorował akcje pacyfikacyjne na ziemiach białoruskich. W lutym 1923 stanął na czele 3 Wydziału Oddziału Kontrwywiadowczego OGPU. Od końca lipca tego roku kierował Oddziałem Ochrony Pogranicznej OGPU. Na początku października objął funkcję głównego inspektora wojsk OGPU. Następnie powrócił na stanowisko szefa Oddziału Ochrony Pogranicznej OGPU. Po pewnym czasie został komendantem wyższej szkoły pogranicznej OGPU. Od połowy grudnia 1925 był zastępcą szefa Oddziałów Kontrwywiadowczego i Specjalnego OGPU. Pod koniec listopada 1927 r. stanął na czele Oddziału Kontrwywiadowczego, zaś w połowie września 1930 Oddziału Specjalnego OGPU. W sierpniu 1931 r. przeszedł do systemu żywienia społecznego Moskwy. Stanął na czele Zjednoczenia „Mosnarpit”. Następnie objął kierownictwo Głównego Zarządu Stołówek, Restauracji, Kawiarni i Bufetów „Sojuznarpit”. Pod koniec maja 1937 został aresztowany przez NKWD. Po procesie skazano go na karę śmierci wykonaną przez rozstrzelanie 27 listopada tego roku.